# Polyblepharidaceae
Polyblepharidaceae, porodica zelenih algi u redu Pyramimonadales. Priznato je 13 vrsta u deset rodova

## Rodovi
1. Amphoraemonas A.Szabados, 1
2. Chloraster Ehrenberg, 1
3. Gyromitus Skuja, 2
4. Korschikoffia Pascher, 2
5. Polyblepharides P.-A.Dangeard, 2
6. Printziella Skvortzov, 1
7. Pseudocardiomonas Bourrelly, 1
8. Stephanoptera P.-A.Dangeard, 1
9. Sycamina Van Tieghem, 1
10. Tetrachloris Pascher & R.Jahoda, 1